# Iğdır FK
Iğdır Futbol Kulübü (sponsornaam: Alagöz Holding Iğdır Futbol Kulübü) is een voetbalclub opgericht in 2016 in Iğdır, Turkije. De clubkleuren zijn groen en wit. Een kleur die vaak wordt gebruikt bij tenues is oranje, geïnspireerd door de populaire abrikozen uit de stad.

Iğdır ligt in Oost-Anatolië en grenst aan Armenië, Azerbeidzjan en Iran.

## Geschiedenis

### Eerste jaren

#### Amateurcompetities
De voetbalclub is in 2016 opgericht als 76 Iğdır Belediyespor en stroomde in het seizoen 2016-2017 in de lokale amateurcompetitie Iğdır 1. Amatör Ligi. De club eindigde op de eerste plaats en speelde de play-out tegen Iğdır Arasspor, welke het verloor. De twee opeenvolgende seizoenen verloor het de play-out wedstrijd tegen dezelfde club.
Aan het einde van het seizoen 2019-2020 wisten ze eindelijk te winnen van Iğdır Arasspor, dat inmiddels was hernoemd als Iğdır Esspor en mochten Iğdır vertegenwoordigen in de regionale topamateurcompetitie Bölgesel Amatör Lig. 76 Iğdır Belediyespor eindigde het seizoen als eerste in de poule en stroomde door naar de play-off, waarin het in de finale Diyarbakırspor met 1-0 wist te verslaan en promoveerde naar de TFF 3. Lig, de laagste professionele competitie van Turkije en het vierde niveau in de voetbalpiramide.

#### Transitie
In de voorbereiding op het seizoen 2021-2022 werd de club grondig veranderd door voorzitter Cantürk Alagöz. De zakenman is eigenaar van Alagöz Holding, dat sponsor is van grote clubs als Fenerbahçe, Ankaragücü en Darıca Gençlerbirliği. Alagöz deed de club een spelersbus cadeau. In een persconferentie maakte de voorzitter bekend dat het doel kampioenschap was om zodoende door te stromen naar de TFF 2. Lig, het derde niveau in de Turkse voetbalpiramide.
In augustus 2021 wist de club de aandacht te trekken van de nationale media met de transfer van ex-international Batuhan Karadeniz. Verder werden meerdere spelers binnengehaald van clubs als Ankaragücü, Hatayspor en Çaykur Rizespor. De clubleiding maakte bekend te werken aan een nieuw stadion. In september 2021 werd de officiële naam veranderd naar Iğdır Futbol Kulübü. In hetzelfde seizoen werd de vierde ronde gehaald van de Turkse voetbalbeker, waarin het werd uitgeschakeld door Kayserispor, dat behoort tot de subtop van Turkije en uitkomt in de Süper Lig. Het seizoen werd afgesloten met een derde plaats, waarmee het zich kwalificeerde voor play-offs om alsnog te promoveren naar het derde niveau. In de finale werd er echter na penalty's verloren waardoor promotie uitbleef. Het volgende seizoen wist de club wel kampioen te worden en promoveerde naar de TFF 2. Lig, waarmee de stad na 26 jaar een vertegenwoordiger kreeg op het derde niveau.
In het seizoen 2023/24 werd in de laatste weken de eerste plaats verspeeld en eindigde de club als derde, waarmee het zich kwalificeerde voor de play-offs. In de finale voor de laatste ticket naar de TFF 1. Lig werd 1461 Trabzon FK met 1-0 verslagen. Daarmee kreeg Iğdır voor het eerst in de geschiedenis een voetbalclub in het tweede niveau en kwamen de eerste buitenlanders bij het elftal.
Eind 2024 werd het Azerbeidzjaanse staatsoliebedrijf SOCAR hoofdsponsor van de club, met de boodschap dat de stad met zijn identiteit het symbool vormt van de hechte band tussen Turkije en Azerbeidzjan.
Het eerste seizoen in de 1. Lig werd play-offs voor de Süper Lig op het nippertje niet gehaald. De ploeg eindigde de competitie op de 8e plaats, terwijl de 7e plaats nog mocht meedoen voor de play-offs.
Op 29 juli 2025 speelde de club voor het eerst een wedstrijd tegen een buitenlands team. De vriendschappelijke wedstrijd tegen het Iraanse Persepolis FC werd met 2-0 gewonnen.

## Selectie

### Selectie 2025/26
| Nr.           | Nat.                     | Naam                | Geboortedatum | Sinds | Contract | Vorige club           |
| ------------- | ------------------------ | ------------------- | ------------- | ----- | -------- | --------------------- |
| Doelmannen    |                          |                     |               |       |          |                       |
| 1             | Vlag van Turkije         | Furkan Köse         | 28-05-1993    | 2023  | 2027     | Sakaryaspor           |
| 54            | Vlag van Turkije         | Taha Tepe           | 01-01-2001    | 2025  | 2027     | Trabzonspor           |
|               | Vlag van Turkije         | Ali Aydın           | 21-10-2005    | 2023  | n.n.b.   | Rheindorf Altach      |
|               | Vlag van Turkije         | Melih Akyüz         | 28-06-2006    | 2025  | 2028     | Alanya 1221 FK        |
| Verdedigers   |                          |                     |               |       |          |                       |
| 5             | Vlag van Turkije         | Alim Öztürk         | 27-11-1992    | 2024  | 2026     | Samsunspor            |
| 19            | Vlag van Mali            | Antoine Conte       | 29-01-1994    | 2025  | 2026     | Botev Plovdiv         |
| 22            | Vlag van Turkije         | Caner Cavlan        | 05-02-1992    | 2023  | 2026     | Çorum FK              |
| 61            | Vlag van Turkije         | Serkan Asan         | 28-04-1999    | 2025  | 2026     | Trabzonspor (gehuurd) |
| 66            | Vlag van Turkije         | Ali Yaşar           | 08-03-1995    | 2025  | 2026     | Istanbulspor          |
| 86            | Vlag van Turkije         | Burak Bekaroğlu     | 16-04-1997    | 2024  | 2026     | Hatayspor             |
|               | Vlag van Turkije         | Alperen Selvi       | 13-04-2001    | 2024  | 2027     | Altınordu             |
|               | Vlag van Turkije         | Cebrail Karayel     | 18-08-1994    | 2025  | 2026     | Sakaryaspor           |
|               | Vlag van Turkije         | Ali Rıza Kayatekin  | 25-01-2005    | 2025  | 2029     | Eigen jeugd           |
|               | Vlag van Turkije         | Yusuf Öztürk        | 01-03-2005    | 2023  | 2026     | Eigen jeugd           |
| Middenvelders |                          |                     |               |       |          |                       |
| 6             | Vlag van Turkije         | Oğuz Kağan Güçtekin | 06-04-1999    | 2025  | 2027     | Boluspor              |
| 17            | Vlag van Turkije         | Ahmet Engin         | 09-08-1996    | 2024  | 2026     | MSV Duisburg          |
| 23            | Vlag van Turkije         | Ali Kaan Güneren    | 08-04-2000    | 2025  | 2027     | Ankaragücü            |
| 34            | Vlag van Turkije         | Eyüp Akcan          | 04-02-2002    | 2023  | 2026     | Fenerbahçe            |
| 58            | Vlag van Turkije         | Gökcan Kaya         | 07-08-1995    | 2025  | 2026     | Pendikspor            |
|               | Vlag van Duitsland       | Leon Caliskan       | 15-09-2006    | 2025  |          | Fortuna Düsseldorf    |
|               | Vlag van Turkije         | Doğan Erdoğan       | 22-08-1996    | 2025  | 2027     | Göztepe               |
|               | Vlag van Turkije         | Oğuzhan Özleşen     | 25-01-2002    | 2024  | 2026     | SC Wiener             |
|               | Vlag van Turkije         | Ali Yiğit Özten     | 26-08-2005    | 2024  | 2027     | Kuşadasıspor          |
|               | Vlag van Turkije         | Yusuf İnci          | 01-02-2005    | 2025  | 2028     | Kasımpaşa             |
| Aanvallers    |                          |                     |               |       |          |                       |
| 7             | Vlag van Ivoorkust       | Moryké Fofana       | 23-11-1991    | 2025  | 2026     | Manisa FK             |
| 9             | Vlag van België          | Gianni Bruno        | 19-08-1991    | 2025  | 2026     | Eyüpspor              |
| 10            | Vlag van Frankrijk       | Valentin Eysseric   | 25-03-1992    | 2024  | 2026     | Fatih Karagümrük      |
| 11            | Vlag van Roemenië        | Dorin Rotariu       | 29-07-1995    | 2025  | 2026     | Ankaragücü            |
| 12            | Vlag van Mali            | Aly Malle           | 03-04-1998    | 2025  | 2026     | Şanlıurfaspor         |
| 14            | Vlag van Senegal         | Moustapha Camara    | 05-06-2003    | 2025  | 2027     | Ankara Keçiörengücü   |
| 27            | Vlag van Noord-Macedonië | Valon Ethemi        | 03-10-1997    | 2025  | 2027     | Istanbulspor          |
| 36            | Vlag van Turkije         | Özder Özcan         | 19-04-2007    | 2025  | 2028     | ADO Den Haag          |
| 72            | Vlag van Duitsland       | Noel Niemann        | 14-11-1999    | 2024  | 2026     | VfL Osnabrück         |
| 90            | Vlag van Noord-Macedonië | Daniel Avramovski   | 20-02-1995    | 2025  | 2026     | Boluspor              |
|               | Vlag van Turkije         | Malik Yılmaz        | 27-05-2006    | 2025  | 2028     | 1. FC Köln            |
| 99            | Vlag van Turkije         | Tahir Babaoğlu      | 08-06-1992    | 2025  | 2026     | Bursaspor             |

### Verhuurde spelers
| Nat.             | Naam                 | Aan                           | Verhuurd tot en met |
| ---------------- | -------------------- | ----------------------------- | ------------------- |
| Vlag van Turkije | Berkan Mahmut Keskin | Ankara Keçiörengücü           | 30 juni 2026        |
| Vlag van Turkije | Hüseyin Karabey      | 52 Orduspor                   | 30 juni 2026        |
| Vlag van Turkije | Alperen Gündoğdu     | Karadeniz Ereğli Belediyespor | 30 juni 2026        |

## Erelijst
| Competitie | Aantal | Jaren   |
| ---------- | ------ | ------- |
| TFF 3. Lig | 1×     | 2022/23 |

## Logo

### Oude logo
Bij de oprichting werd een logo gepresenteerd met een standaard model: de groen-witte clubkleuren, de clubnaam en het oprichtingsjaar. 

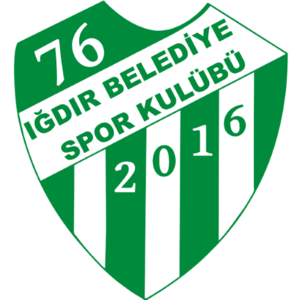
Eerste logo Iğdır FK

### Nieuwe logo
Voorafgaand aan het seizoen 2021-2022 werd een nieuw logo gepresenteerd op de socialemediakanalen en de officiële website van de club, dat tevens op de tenues kwamen te staan. Het logo bestaat uit de groen-witte clubkleuren, waar de vlag van Turkije, de clubnaam en het stichtingsjaar op staan. Verder is een silhouet te zien van de berg Ararat, een symbool van Iğdır dat door de hele provincie te zien is. In het midden is het teken van de Oğuzenstam İğdir te zien.

## Gespeelde competities
- TFF 1. Lig
  - 2024-
- TFF 2. Lig
  - 2023-2024
- TFF 3. Lig
  - 2021-2023
- Bölgesel Amatör Lig
  - 2020-2021
- Iğdır 1. Amatör Ligi
  - 2016-2020

## Resultaat per seizoen
| Seizoen | Klasse | Klasse | Klasse | Klasse | Klasse | Reeks  | Punten | Beker  |
| Seizoen | I      | II     | III    | IV     | V      | Reeks  | Punten | Beker  |
| ------- | ------ | ------ | ------ | ------ | ------ | ------ | ------ | ------ |
| 2020/21 |        |        |        |        | 1      | BAL    | 14     | —      |
| 2021/22 |        |        |        | 3      |        | 3. Lig | 72     | 4R     |
| 2022/23 |        |        |        | 1      |        | 3. Lig | 71     | 3R     |
| 2023/24 |        |        | 3      |        |        | 2. Lig | 74     | 3R     |
| 2024/25 |        | 8      |        |        |        | 1. Lig | 58     | 4R     |
| 2025/26 |        | 5*     |        |        |        | 1. Lig | n.n.b. | n.n.b. |

Huidige stand*

## Supporters
De supportsvereniging van de club heet Ova Beyleri (Nederlands: Heren van de Vlakte), verwijzend naar het vlakke landschap van Iğdır in vergelijking met het bergachtig landschap eromheen.

### Azerbeidzjan
Bij wedstrijden zijn vaak vlaggen van Azerbeidzjan te zien, omdat veel inwoners van Iğdır etnisch Azerbeidzjaans zijn. Bij doelpunten en na een gewonnen wedstrijd klinkt vaak het liedje Səni Deyirlər van de Iraans-Azerbeidzjaanse artiest Ebrahim Alizade.
Eind 2024 werd een nieuwe supportersvereniging opgericht, genaamd Payegan, afgeleid van Azar Payegan, de oorspronkelijke naam van Azerbeidzjan, wat in het Perzisch Bewaker van het Vuur betekent.

## Bekende spelers
- Batuhan Karadeniz

1 Köse · 
4 Öztürk ·
6 Güçtekin ·
7 Fofana ·
9 Bruno ·
10 Eysseric ·
11 Rotariu ·
12 Malle ·
14 Camara ·
17 Engin ·
19 Conte ·
21 Erdoğan ·	
22 Cavlan ·	
23 Güneren ·	
27 Ethemi ·
34 Akcan ·
54 Tepe ·
58 Kaya ·
61 Asan ·
66 Yaşar ·
72 Avramovski ·
86 Bekaroğlu ·
99 Babaoğlu ·
Coach: Çavuş
Adana Demirspor · 
Amed SFK · 
Ankara Keçiörengücü · 
Bandırmaspor · 
Bodrum FK · 
Boluspor · 
Çorum FK · 
Erzurumspor FK · 
Esenler Erokspor · 
Hatayspor · 
Iğdır FK · 
Istanbulspor · 
Manisa FK · 
Pendikspor · 
Sakaryaspor · 
Sarıyer  · 
Serik Belediyespor · 
Sivasspor · 
Ümraniyespor · 
Vanspor FK